# Herzebrock-Clarholz
Herzebrock-Clarholz là một thị xã ở huyện Gütersloh trong bang Nordrhein-Westfalen, Đức. Đô thị này tọa lạc khoảng 10 km về phía tây của Gütersloh.

## Đô thị giáp ranh
- Harsewinkel
- Gütersloh
- Rheda-Wiedenbrück
- Oelde
- Beelen

## Đô thị kết nghĩa
Herzebrock-Clarholz kết nghĩa với:
- Steenwijkerland, Hà Lan
- Le Chambon-Feugerolles, Pháp

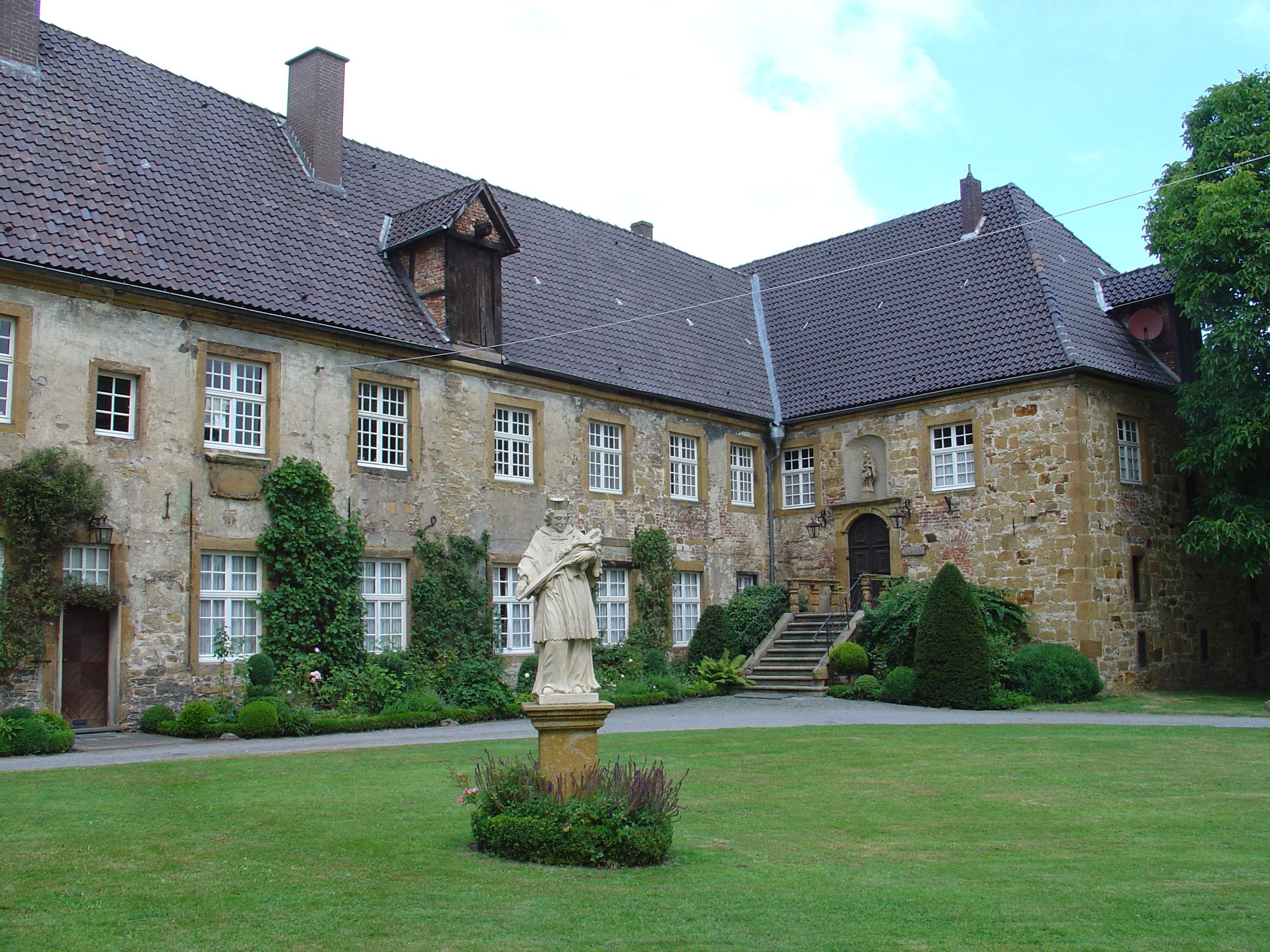
Herzebrock Monastery